# Orlingbury
Orlingbury is een civil parish in het bestuurlijke gebied Wellingborough, in het Engelse graafschap Northamptonshire met 439 inwoners.